# Ernst Ludwig Grasmück
Ernst Ludwig Grasmück (* 18. Januar 1933 in Mülheim-Kärlich; † 23. November 2017) war ein deutscher römisch-katholischer Kirchenhistoriker.

## Leben
Ernst Ludwig Grasmück studierte von 1952 bis 1954 zunächst Medizin und von 1954 bis 1960 Theologie, Philosophie, Germanistik und Geschichte. 1964 wurde er zum Priester geweiht. Nach seiner Tätigkeit als Kaplan in Düsseldorf war er von 1968 bis 1974 wissenschaftlicher Assistent am Lehrstuhl für Kirchengeschichte und Patristik der Ruhr-Universität Bochum. Von 1974 bis 1976 nahm er für die Görres-Gesellschaft eine Forschungstätigkeit zum Thema Verbannung in der Antike wahr. 1980 wurde er auf den Lehrstuhl für Kirchengeschichte an der Hochschule/Universität Osnabrück-Vechta berufen, 1981 auf den Lehrstuhl für Kirchengeschichte und Patristik an der Otto-Friedrich-Universität Bamberg, den er bis 1998 innehatte. Er war Mitglied der Görres-Gesellschaft.
Grasmück veröffentlichte zahlreiche Beiträge zu einem wissenschaftlichen Spektrum, das weit über die Geschichte der antiken Kirche hinausreicht und beispielsweise Probleme der Seelsorge in der Zeit des Hochmittelalters, Grundfragen des konfessionellen Zeitalters und Fragen des Kirchenverständnisses in der Gegenwart umfasst; unter anderem Cura animarum. Zur Praxis der Seelsorge in der Zeit Bischof Ottos von Bamberg (1989), Kaiser Julian und der theos logos der Christen (1993), Die so genannte konstantinische Wende (2000) oder Der theos logos als Legitimationsbegründung der Herrschaft der Kaiser Konstantin und Julian (2007).
An Grasmücks Lehrstuhl in Bamberg arbeiteten u. a. Ulrike Bechmann und Rainer Bucher.

## Schriften (Auswahl)
- Coercitio. Staat und Kirche im Donatistenstreit (= Bonner historische Forschungen. Band 22). Röhrscheid, Bonn 1964, OCLC 905553773 (zugleich Dissertation, Bonn 1959).
- Exilium. Untersuchungen zur Verbannung in der Antike (= Rechts- und staatswissenschaftliche Veröffentlichungen der Görres-Gesellschaft. Neue Folge. Band 30). Schöningh, Paderborn u. a. 1978, ISBN 3-506-73330-3.
- Äußerungen zu Krieg und Frieden in der Zeit der frühen Kirche (= Beiträge zur Friedensethik. Band 3). Institut für Theologie und Frieden, Barsbüttel 1989, ISBN 3-927320-02-1.
- als Herausgeber mit Georg Denzler: Geschichtlichkeit und Glaube. Zum 100. Todestag Johann Joseph Ignaz von Döllingers (1799–1890) (= Wewelbuch. Band 173). Wewel, München 1990, ISBN 3-87904-168-7.